# Massa crítica
|  | Aquest article tracta sobre física nuclear. Vegeu-ne altres significats a «Massa crítica (desambiguació)». |

La massa crítica d'un radionúclid és la quantitat de massa d'aquest a partir del qual els neutrons alliberats en una reacció de fissió produeixen noves reaccions nuclears en els àtoms veïns, de forma que es produeix una reacció nuclear en cadena cada vegada més potent fent que, al cap de molt poc temps, molts dels nuclis radioactius s'hagin trencat en nuclis més lleugers alliberant gran quantitat d'energia.
Aquest concepte se sol utilitzar relacionat amb les bombes de fissió per a descriure la quantitat d'urani o plutoni necessària per iniciar l'explosió de l'artefacte. També s'usa en enginyeria nuclear civil per a determinar la quantitat de combustible nuclear d'un reactor, com ara en una central nuclear, que fa que mantingui una potència constant.
La massa crítica de cada núclid és coneguda i tabulada. Depèn de la puresa i de la forma de la mostra, de la secció eficaç i del nombre de neutrons produïts a cada fissió (multiplicació) dels núclids que formen el material, de la densitat del material i en menor grau altres propietats físiques d'aquest. És possible modificar la massa crítica de la mostra envoltant-la d'un altre material: si aquest reflector de neutrons afavoreix les fissions i redueix la massa crítica, en canvi, si absorbeix neutrons dificulta la reproducció de fissions i fa augmentar la massa crítica.
Un accident de criticitat ocorre quan es desencadena una reacció nuclear en cadena de manera accidental, involuntària i incontrolada.

## Massa crítica d'una esfera nua
L'esfera és la forma geomètrica que conté més volum en una superfície menor, per això es considera que, a igual volum, és la forma geomètrica amb menor massa crítica. És possible reduir encara més la seva massa crítica si hom la rodeja amb algun material reflector de neutrons. Quan l'esfera no està envoltada de cap material hom diu que és nua.
La taula següent mostra alguns exemples de radis crítics de les esferes (una dimensió crítica) i de les masses crítiques d'alguns núclids:
| Radioucleid     | Massa crítica (kg) | Diàmetre (cm) | Referències |
| --------------- | ------------------ | ------------- | ----------- |
| protoactini 231 | 750±180            | 45±3          |             |
| urani 233       | 15                 | 11            | [ 1 ]       |
| urani 235       | 52                 | 17            | [ 1 ]       |
| neptuni 236     | 7                  | 8.7           | [ 2 ]       |
| neptuni 237     | 60                 | 18            | [ 3 ]       |
| plutoni 238     | 9.04–10.07         | 9.5-9.9       | [ 4 ]       |
| plutoni 239     | 10                 | 9.9           | [ 1 ] [ 4 ] |
| plutoni 240     | 40                 | 15            | [ 1 ]       |
| plutoni 241     | 12                 | 10.5          | [ 5 ]       |
| plutoni 242     | 75–100             | 19-21         | [ 5 ]       |
| curi 243        | 7.34–10            | 10-11         | [ 6 ]       |
| curi 244        | (13.5)–30          | (12.4)–16     | [ 6 ]       |
| curi 245        | 9.41–12.3          | 11-12         | [ 6 ]       |
| curi 246        | 39–70.1            | 18-21         | [ 6 ]       |
| curi 247        | 6.94–7.06          | 9.9           | [ 6 ]       |
| californi 249   | 6                  | 9             | [ 2 ]       |
| californi 251   | 5                  | 8.5           | [ 2 ]       |